# Gouania napalensis
Gouania napalensis är en brakvedsväxtart som beskrevs av Nathaniel Wallich. Gouania napalensis ingår i släktet Gouania och familjen brakvedsväxter. Inga underarter finns listade i Catalogue of Life.